# Paolo Romano (Architekt)
Paolo Romano, auch Paolo Dominici, polnisch Paweł Rzymianin (* um 1555 in Rom; † 1618 in Lemberg) war ein römischer Bildhauer und Architekt der Renaissance, der vor allem in Polen tätig war.

## Leben
Paolo Romano wurde um 1555 in Rom geboren. Seine Eltern stammten aus Graubünden. Es ist nicht bekannt, wann er nach Polen-Litauen kam. 1585 erhielt er das Bürgerrecht der Stadt Lemberg. Er pachtete auch einen Steinbruch in der Nähe der Stadt. Er arbeitete in Lemberg oft mit anderen italienischen bzw. schweizerischen Künstlern zusammen, wie Pietro Barbone, Paulus Italus, Ambrosius Nutclauss, Giacomo Medleni, Adamo de Larto, Andrea Pellegrino oder Zaccaria Castello.

## Werke

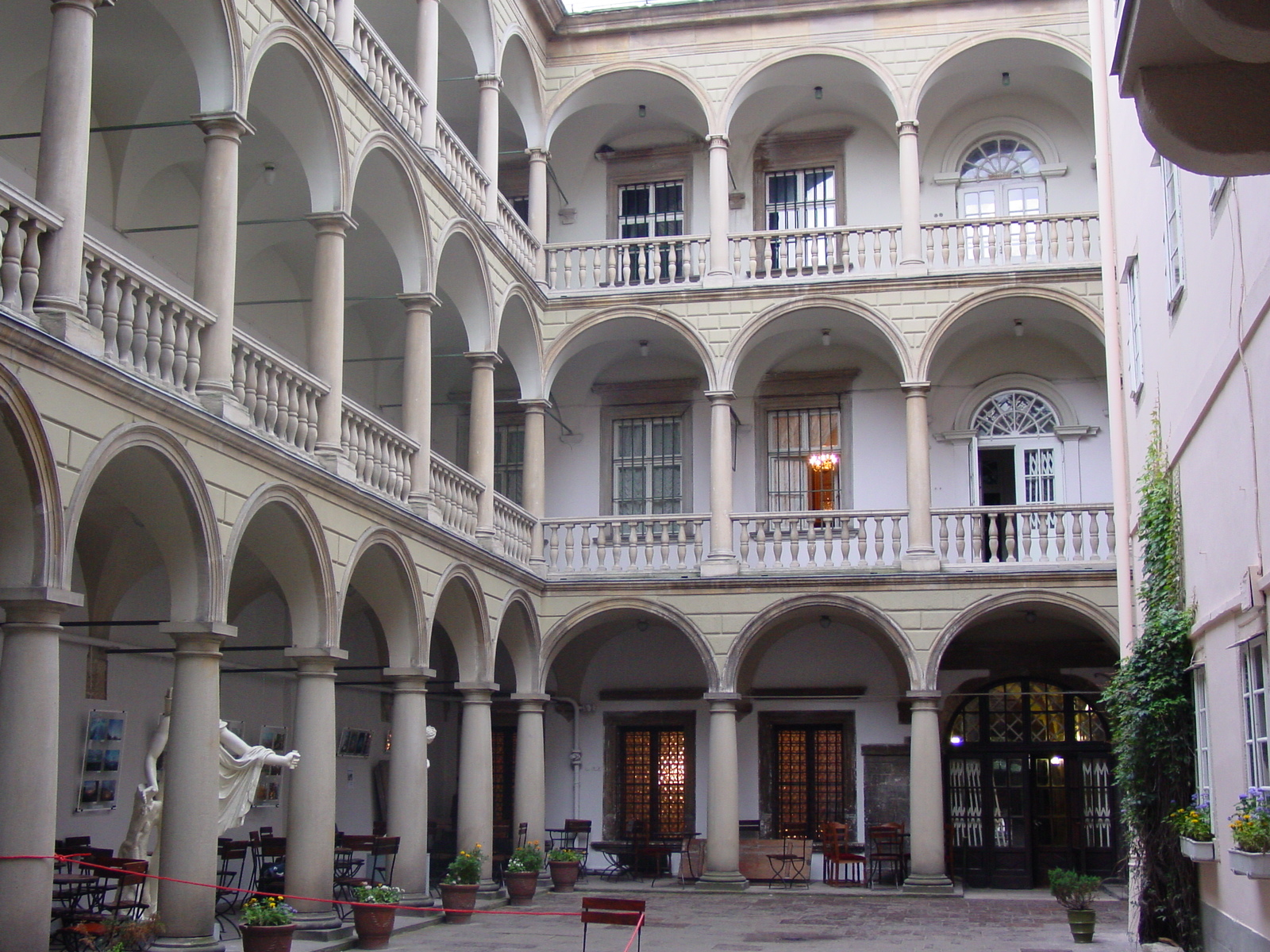
Innenhof des Königshauses

Canavesi war vor allem in Lemberg tätig. Er gestaltete folgende Gebäude: 
- Allerheiligenkirche und Kloster in Lemberg
- Pfarrkirche in Żurów
- Königshaus in Lemberg
- Goldene-Rosen-Synagoge in Lemberg
- Massarowska-Haus in Lemberg
- Armenische Kathedrale in Lemberg
- Schloss Żółkiew
- Marienkirche in Jezupol

Es werden im auch Arbeiten an den folgenden Gebäuden zugeschrieben:
- Kampianów-Kapelle in Lemberg
- Mariä-Entschlafens-Kirche in Lemberg
- St.-Andreas-Kirche in Lemberg